# Pierre Boudin
Pour les articles homonymes, voir Boudin.
Pierre Boudin dit « Pouly III » ou encore « Pierre Pouly », né à Tarascon (Bouches-du-Rhône) le 7 mars 1899, mort à Arles (Bouches-du-Rhône) le 25 décembre 1988, est un matador, résistant, conseiller municipal d'Arles et empresario arlésien.

## Biographie
Il est le fils d'Ambroise Boudin (« Pouly II »), également matador.
Durant l’entre-deux guerres, il est l’un des rares matadors français, prenant une première alternative arlésienne le 5 septembre 1920 (non valide en Espagne), puis une seconde alternative à Barcelone le 7 août 1921. Sa carrière se poursuit jusqu’en 1931.
Durant la Seconde Guerre mondiale, il entre dans la Résistance, il est responsable du secteur arlésien, il est condamné à mort par contumace. Il est conseiller municipal d'Arles à ce moment-là. À la Libération il est désigné comme président de la délégation municipale mais il refuse le poste de maire. Il reçoit la Légion d'honneur, la croix de guerre avec étoiles et la médaille de la Résistance. 
Revenu à la vie « civile », repris par sa passion de la tauromachie, il obtient en 1950 l'adjudication des arènes d'Arles qu'il dirige pendant 35 ans, et organise la première Feria de Pâques en 1952. Il fait alors venir à Arles les plus grands toreros de l’époque, ce qui amena également une pléiade d’artistes comme Jean Cocteau, Pablo Picasso et tant d’autres.

### Carrière
- Présentation à Madrid : 18 juillet 1920 aux côtés de « Jumillano » et « Almanseño II ». Novillos de la ganadería de Victorio d´Avellar.
- Première alternative (non valide en Espagne) : Arles le 5 septembre 1920. Elle se fit sans le consentement du chef de lidia, Francisco Martín Vázquez en présence de Juan Cecilio « Punteret ».
- Seconde alternative (valide en Espagne) : Barcelone le 7 août 1921. Parrain, Juan Silveti ; témoin, « Carnicerito de Málaga ». Taureaux de la ganadería de Esteban Hernández.
- Confirmation d’alternative à Madrid : 28 mai 1922. Parrain, « Fortuna » ; témoin, « Nacional II ». Taureaux de la ganadería des Hermanos Pérez de la Concha.